# براچیشوو
براچیشوو (به لهستانی:  Braciszów) یک روستا در لهستان است که در گمینا گووبچتسه واقع شده‌است.